# Partit Republicà Socialista (Cambodja)
El Partit Republicà Socialista (khmer: គណបក្សសង្គមសាធារណរដ្ឋ) o Partit Social-republicà (Parti social républicain; PSR: Sangkum Sathéaranakrâth) va ser un partit polític de Cambodja, fundat per l'aeshores cap d'estat, Lon Nol, el juny de 1972, amb l'objectiu de competir en les eleccions a l'Assemblea Nacional de la República Khmer, celebrades el 3 de setembre de 1972.

## Història

### Formació
El partit va ser fundat al voltant de l'existent Associació Social-republicana de Lon Nol, estant molt influenciada pel seu germà Lon Non, així com per oficials de les forces armades de la República Khmer. Va adoptar el símbol d'Angkor Wat, anteriorment utilitzat pel partit del príncep Norodom Norindeth, el Partit Liberal, entre 1946 i 1956. La seva base era populista, nacionalista i anticomunista, centrant el relat en l'oposició de Lon Nol a la influència que exercien sobre la regió el Vietnam del nord i la Xina, en el context de la Segona Guerra d'Indoxina. Els seus tres principis rectors eren el republicanisme, la responsabilitat social i el nacionalisme. Tot i així, la principal funció del partit era donar suport i legitimar el lideratge e Lon Nol al paós; posteriorment desenvoluparia un curiós xovinisme i pseudomístic que anomenaria "Neokhemerisme", per recolzar les seves polítiques.
Des d'un principi, el partit va desenvolupar dues faccions principals. D'una banda, hi havia un grup anomenat "Dangrek", liderada pel veterà radical de dretes i, des del 18 març, primer ministre Son Ngoc Thanh i l'acadèmic d'esquerres Hang Thun Hak. Aquesta facció, Dangrek, que rebia el nom de les muntanyes on les guerrilles Khmer Serei de Thanh havien estat situades, va atreure aquelles figures que havien format part, des d'antic, del sector republicà i radical contrari al príncep Norodom Sihanouk, ja abans del cop d'estat de 1970. L'altra facció, coneguda com a Dangkor, agrupava Lon Non i l'exèrcit. Les tensions entre aquestes dues corrents van provocar, amb el temps, moltes dificultats per estabilitzar el govern.

### Eleccions de 1972
Els dos principals partits de l'oposició, el Partit Demòcrata, liderat per In Tam, i el Partit Republicà, de Sirik Matak, no van prendre part a les eleccions a l'Assemblea Nacional, argumentant que hi havia molts punts dubtosos en la llei electoral. El Partit Republicà Socialista va presentar 126 candidats, aconseguint tots aquests escons. L'única oposició van ser els 10 candidats presentats pel grup Pracheachon, un partit socialista ressorgit que es creu que va ser organitzat pel mateix Lon Non per aparentar certa oposició.
A les eleccions al Senat, la cambra alta del país, aquest partit opositor va presentar alguns candidats del Sangkum, l'antic partit de Sihanouk, qui havia estat deposat com a cap d'estat per Lon Non el 1970. El Sangkum havia estat formalment dissolt el 1971, però com amb el Pracheachon, va ser ressuscitat per Lon Non per proveir l'aparença d'unes eleccions multipartit.

### Lluites internes
El breu període de Thanh com a primer ministre va acabar el 15 d'octubre de 1972, poc després d'un intent d'assassinat que sembla que va estar organitzar per Lon Non. El secretari general del PSR, Hang Thun Hak, va ocupar el seu lloc, però va haver de plegar a principis de 1973 a conseqüència de les males notícies provinents del front en el marc de la guerra civil. Després d'un breu període en el qual In Tam va ocupar el càrrec, Long Boret va ser nomenat primer ministre a finals de 1973.
Lon Non va intentar ampliar la seva influència al PSR, però va haver de marxar a l'exili el setembre de 1973. Va tornar el 1974, i tant tard com el març de 1975, encara intentava fer-se amb el càrrec de secretari general del partit, tot i que en aquell moment la República gairebé només conservava la capital, Phnom Penh.
L'abril de 1975, tel Partit Republicà Socialista, juntament amb la resta del règim de la República Khmer, van ser abolits pels khmers rojos.

## Resultats electorals

### Assemblea Nacional
| Elecció                    | Total escons guanyats | Total vots | Percentatge de vots | Resultat eleccions           | Líder elegit  |
| -------------------------- | --------------------- | ---------- | ------------------- | ---------------------------- | ------------- |
| Eleccions generals de 1973 | 126 / 126             | 1,304,207  | 99.1%               | 126 escons; partit governant | Hang Thun Hak |

### Senat
| Elecció                    | Total escons guanyats | Total vots | Percentatge de vots | Resultat eleccions | Líder elegit      |
| -------------------------- | --------------------- | ---------- | ------------------- | ------------------ | ----------------- |
| Eleccions al Senat de 1972 | 32 / 40               | 989,196    | 95.7%               | 32 escons          | Peter Khoy Saukam |